# Erik Jazet
Erik Jazet, né le 19 juillet 1971 à Schiedam, est un joueur néerlandais de hockey sur gazon.

## Palmarès
- Médaille d'or aux Jeux olympiques d'Atlanta en 1996
- Médaille d'or aux Jeux olympiques de Sydney en 2000
- Médaille d'argent aux Jeux olympiques d'Athènes en 2004[1]